# 李克强之死
2023年10月27日0时10分，曾任第十七届、十八届、十九届中共中央政治局常委和第十二届、十三届中国国务院总理李克强在上海逝世，享年68岁。李克强成为1949年中华人民共和国成立以来离任年纪最轻、离世最早的总理。

## 背景

### 卸任党政职务
2022年10月中共二十届一中全会后李克强卸任中共中央政治局常委等党内职务，2023年3月十四届全国人大一次会议后，李克强卸任国务院总理，以67岁之龄正式退休。之后他为人低调，未有参与任何事务，并甚少公开露面。2023年8月30日，李克强到访甘肃敦煌莫高窟，现场游客高喊“总理好”，李克強也向民众挥手致意，此即为李克强最后一次在公开场合露面。

### 健康状况
據明鏡出版社2010年出版之《他將是中國大管家：李克強傳》一書披露，李克强在北京大学读书期间因过于用功，患上严重的心肌炎，只要稍微从事耗力的工作，就会喘个不停。
另曾有报道说，李克强本来就患有糖尿病，加之繁忙的内政外交事务，使其病情加重。而动脉粥样硬化引发的心脑血管疾病亦是糖尿病患者出现并发症和死亡的主要原因。
《英文虎報》报道引述微博消息指，李克强曾经进行过肝移植手术而需要长期服用抗排斥药物，导致心脏受损。
据《南华早报》报导，李克强生前曾接受过冠状动脉搭桥手术。

## 過程

### 突發急症
據自由亞洲電台引述上海医疗界人士薛宁的消息，10月26日李克强住在上海东郊宾馆（夫人程虹作陪），在游泳时突发心脏病。據香港01報導，李克強心臟病發時間是在10月26日接近中午，事發後「送院極力搶救10多個小時」，下午裝上人工心肺（ECMO）但搶救無效。据《南华早报》报导，李克强在下榻的东郊宾馆游泳后突发心脏病，由安保和医护人员将他送往附近的上海中医药大学附属曙光医院（东院）。有关方面动员了“一切可用资源，并召集了上海的顶尖专家”来救治李克强，但依旧无济于事，於次日凌晨0時10分宣告不治。李克强成为中华人民共和国成立以来离任年纪最轻、离世却最早的总理。

### 消息发布
10月27日早上8时整，中国中央电视台《朝闻天下》节目首发了李克强逝世的简短消息（由主持人王言播报），随后新华社、央视网等官方媒体也发布了相同内容的文字消息；18时30分许，新华社受权播发了以中共中央、全国人大常委会、国务院、全国政协名义发布的讣告，文末提到“两个确立”、“四个意识”、“四个自信”、“两个维护”等内容。当天19时的《新闻联播》将讣告的播报顺序放在第三条，即中共中央总书记习近平和国务院总理李强等现任正国级领导人当天的活动报道之后，与2019年前总理李鹏逝世时的报道规格相同。

### 移靈與瞻仰
10月27日下午，李克強的遗體以領導專機規格接送，從上海护送至北京西郊機場，上海部分路段一度封路並有民眾在沿途悼念。抵达北京后，灵柩移到解放军总医院等待後續國家致哀與喪葬活動。

### 告别仪式
11月2日当天，天安门、新华门、人民大会堂、外交部，各省、自治区、直辖市党委和政府所在地，港澳两个特别行政区，各边境口岸，对外海空港口，中国驻外使领馆下半旗志哀，与原国家主席杨尚昆，原全国人大常委会委员长彭真、乔石、万里，国务院原总理李鹏等前非最高领导人的正国级领导人遗体火化当天的规格相同。当天上午，李克强的遗体通过日產碧蓮靈車运往北京市八宝山殡仪馆。当天李克强遗体火化，官方早上10时许在北京八宝山革命公墓大礼堂举行李克强遗体送别仪式，依前总理李鹏身后规格，现任及部分前任领导人前往会场向遗体送别；李的灵柩上午从301医院运到八宝山，途中有民众夹道相送，有人大喊「总理走好」；有些民众试图留在行人道上观看，部分人被警员劝离；八宝山革命公墓礼堂正厅上方悬挂黑底白字的横幅「沉痛悼念李克强同志」，横幅下方是李克强的彩色遗像；在场者胸戴白花排队与李克强遗体行告别，其中包括前总理李鹏之子、交通运输部长李小鹏，他随后与李克强遗孀程虹握手慰问；天安门广场一早下半旗；当天凌晨，在广场周边人车管制、且多数进入广场通道被封闭后，不少民众绕远路赶忙入场，观看升旗后随即降半旗；有民众表示，与平日相较，今早人数较平常多。
李克强遗体于11月2日上午在八宝山革命公墓火化，当日中共中央总书记习近平和夫人彭丽媛，中共中央政治局常委李强、赵乐际、王沪宁、蔡奇、丁薛祥、李希，国家副主席韩正等前往八宝山革命公墓送别。前中共中央总书记胡锦涛送花圈，对李克强逝世表示哀悼。
李克强女儿并未出现在官方发布的新闻片中。此外，李克强弟弟李克明站程虹后排家属席，前总理李鹏之子暨交通运输部长李小鹏以国务院下属身份到场，其他“生前友好”人士也参加了告别仪式。
11月2日下午，新华社发布李克强生平介绍及12张生平照片。

## 追悼活动

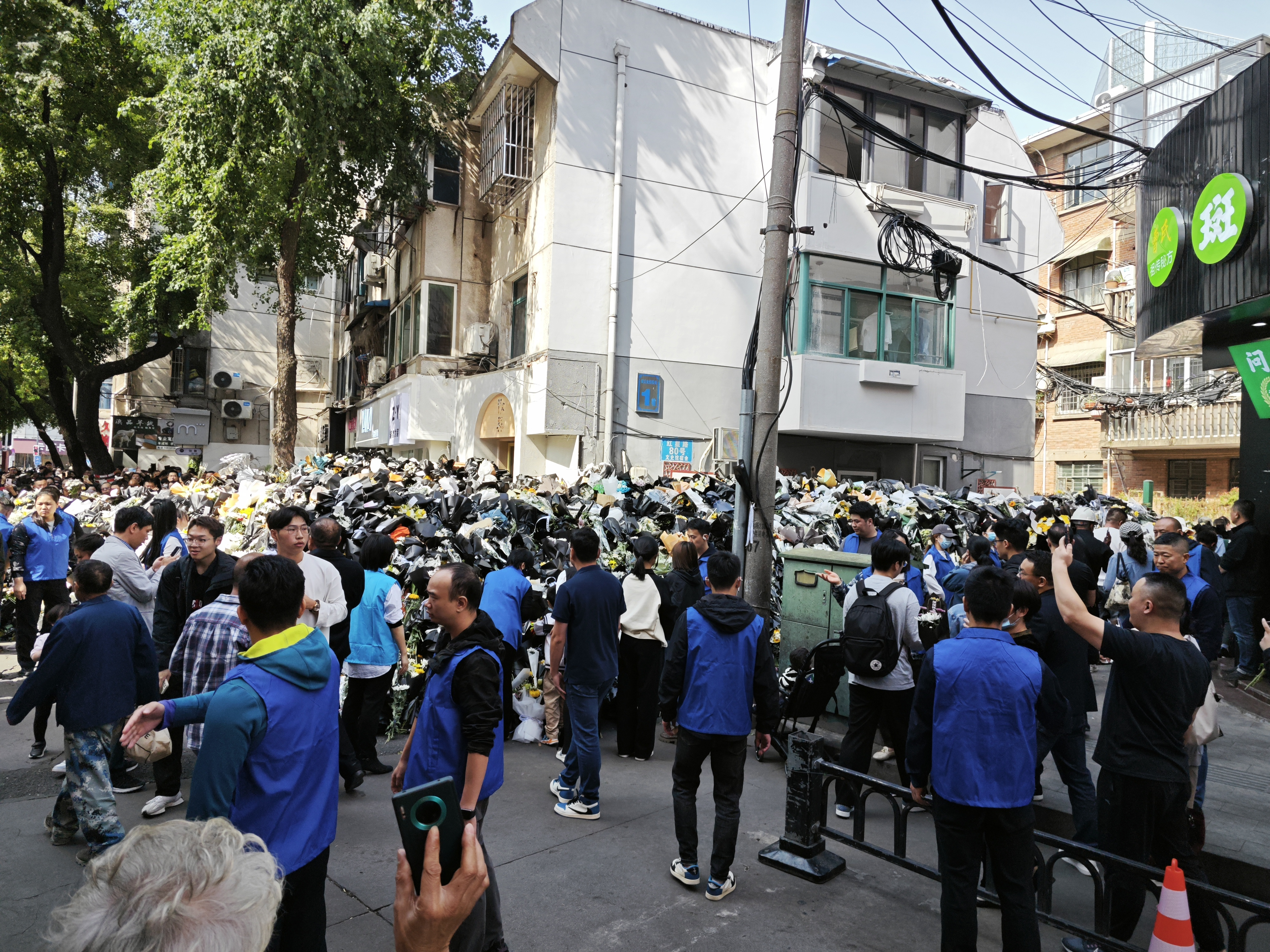
群众在安徽合肥的李克强旧居前献花，其中可見藍色背心人士在旁觀察。

李克強死訊公布當天，大批民眾自發到安徽合肥庐阳区的李克強故居、現為安徽省文史研究院大樓的徽州大道紅星路80號前獻花悼念。許多警察在现场引导人群，有影片顯示10月28日上午排隊悼念的人潮綿延超過200公尺。安徽定远吴圩镇九梓村李家祖屋、河南郑州千玺广场亦出现自发悼念活动。後全國多地民眾行動起來前往放置菊花和悼詞表示哀悼時，各地方政府为维稳均實施了部分區域監管。不少悼念品（尤其是带字卡的物品）在摆放後不久就會被身上穿著藍色背心的未具名人士快速收繳清理。
李克强逝世的消息公布后，安徽省内一些原定于10月28日至10月末的活动推迟举办，例如原定于10月28日—29日在合肥举办的“骆岗LMF音乐节”、原定于10月28日在阜阳举办的阜阳市第十四届运动会开幕式、10月29日在阜阳举办的阜阳市图书馆开馆仪式暨“西湖书院”授牌仪式、10月27日—28日在阜阳举办的甜啦啦鲜果音乐节、10月28日在凤阳举办的“凤博手工坊——镇守大门的石狮子”活动等。中国其它地区的部分娱乐活动被取消或者延期，例如，上海米哈游所开发的电子游戏《原神》4.2版本前瞻游戏资讯的直播时间就因李克强去世，而从原定的2023年10月27日北京时间晚上20点整调整至同年11月3日。李克强去世后，全国各地马拉松比赛上，有跑友携带遗像或悼念标语。2024年，原定在李克强去世一周年忌日举行的多场马拉松活动纷纷延期。
《南方都市报》10月28日头版，在李克强死讯下方，安排了《古树乡情 人树相亲》的报道，并使用了廣東韶關董塘的一棵古树作为头版大图，「好大一棵树」几乎占据了整个头版。三十余年前胡耀邦逝世时，邹友开为纪念胡，作《好大一棵树》，传唱极广。
另外，由於社會逐漸出現不滿的情況，为避免如同胡耀邦去世釀成六四事件的歷史重演，中国官方逐渐开始在微博等众多网络平台審查評論，並封殺一些歌曲與關鍵詞，有一些花店店主收到的一些訂單未指定收件人，僅要求送到李克強故居。台湾中央社分析認為，中华人民共和国政府對如何提及李克強死亡做出了十分小心的處理，僅允許特定形式的吊唁，學生指出一些大學高校也收到了通知，針對如何寫、怎麼做校方都要求嚴格規範。BBC记者在合肥采访时表示，尽管受访者多是正面态度，但“无处不在的工作人员要求民众三缄其口”。纽约时报中文网认为，追思李克强的規模空前，引发的悲伤情绪折射了中國公众对于一个曾经繁荣改革时代的遗憾和失落感，这个时代似乎已被遗弃，而在自文化大革命以来最为专制的习近平领导下的中国，人们感受到的是深深的无助。

## 各方反应

### 中华人民共和国
在2023年10月27日的中国外交部记者会上，法新社记者提问：“据报道，中国国务院原总理李克强突然去世，享年68岁。发言人是否能分享对他的印象？是否想讲几句悼念的话？”发言人毛宁表示：“我们对李克强同志因突发心脏病不幸逝世表示沉痛哀悼。新华社已经发布了消息。”彭博社记者提问：“关于李克强去世，新华社发布的消息非常简短。请问发言人能否提供更多信息？例如能否介绍其吊唁和追悼安排？中方会否邀请外国代表出席相关活动？除了消息稿以外，能否提供其他信息？”毛宁回应：“请你关注将要发布的讣告。对于是否邀请外国代表出席吊唁活动等安排，我们会适时公布。”

#### 香港

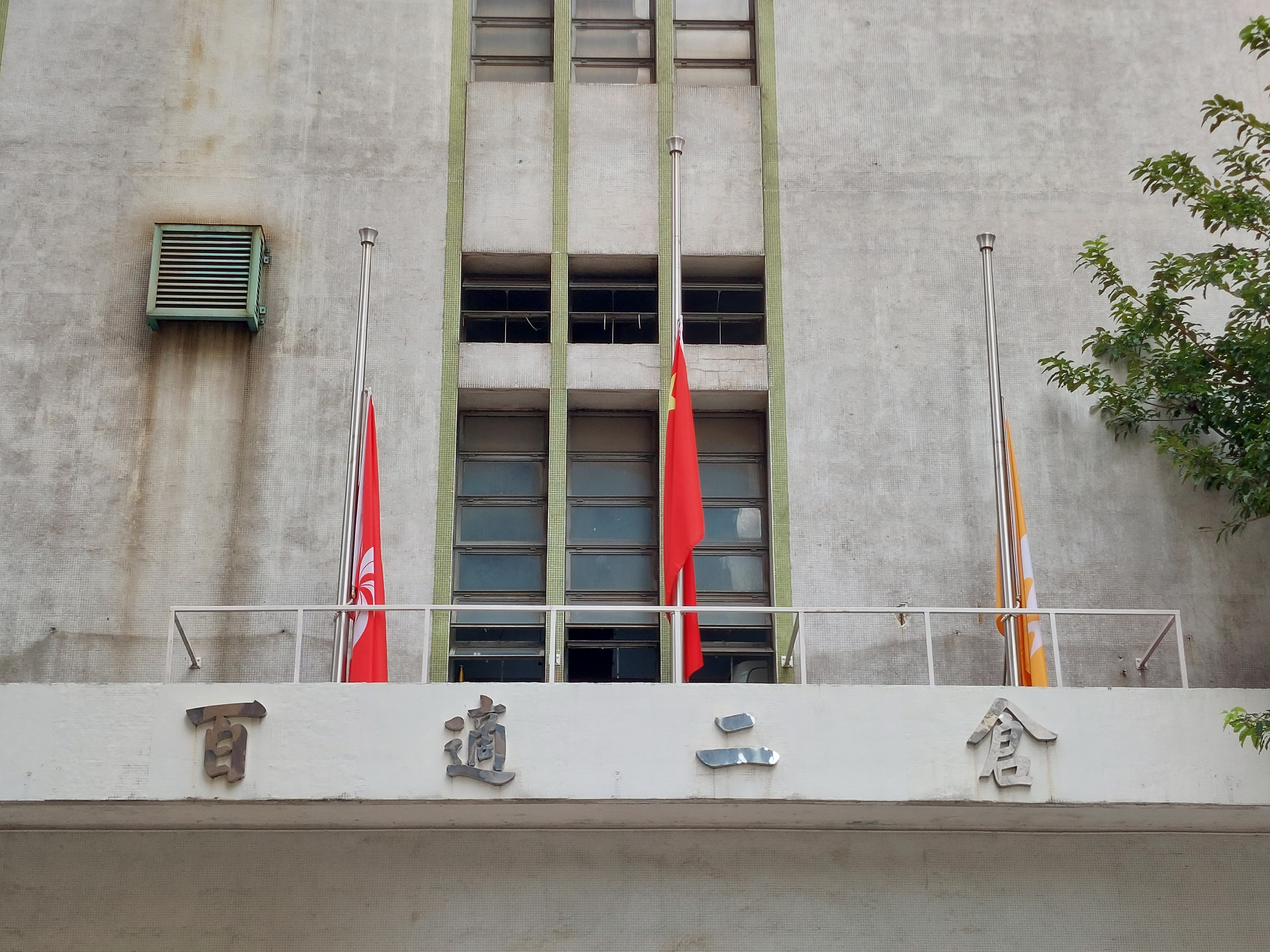
華潤沙田冷倉於李克強火化當日，將國旗及區旗下半旗致哀

- 行政长官李家超28日表示，对李克强离世心情沉重，他相信中央会适时公布追悼安排细节，会密切留意有关公布，并按宣布作相应安排[45]。
- 全国政协副主席、前行政长官梁振英27日在Facebook发帖哀悼，表示：“沉痛哀悼李克强总理。”[46]
- 前全国人大常委会委员譚耀宗對李克強離世感到愕然，指自己非常痛惜[47]。
- 基本法委員會委員、經民聯立法會議員梁美芬對李克強突然逝世感到可惜，形容他是一位為人民的總理，又認為讀法律出身的他總是關注香港如何能保持優勢[48]。

#### 澳門
- 行政長官賀一誠28日表示，對李克強先生的離世表示沉痛哀悼，並向其家人致以深切慰問，將永遠銘記和懷念他為國家和人民所作出的貢獻，特區政府將按照中央公佈的追悼安排執行[49]。
- 政府於2023年11月1日宣佈，根據中華人民共和國中央人民政府（國務院）統一安排，政府總部、禮賓府及各邊境口岸等，於11月2日李克強舉行葬禮當天下半旗誌哀[50]。

### 中華民國
- 民主進步黨：立法院黨團在27日上午召開輿情記者會，黨團幹事長、立法委員劉世芳在回應記者就李克強離世的提問時表示「相當遺憾」。她又指李克強擔任總理期間，對於中國大陸之內政跟經濟發展戮力而為，對他的過世表示惋惜[51][52]。
- 大陸委員會：副主委兼發言人詹志宏於27月回應：「本會在第一時間已掌握到相關訊息，本會除了對家屬表達慰問之意，也會針對大陸情勢發展持續密切關注」[53]。

### 美国
- 總統拜登在白宮會見中共中央外办主任兼中國外交部長王毅时，对李克強逝世表示哀悼。國務院發言人米勒表示，國務卿布林肯對李克強的逝世表示哀悼[54]。
- 驻华大使伯恩斯11月3日在社交媒体X上发文表示自己正“搭乘复兴号向南，期待跨越长江黄河”[55]。

### 俄羅斯
- 總理米舒斯京就李克強逝世表示哀悼[54]。

### 新加坡
- 副總理王瑞傑27日上午在慧眼中國環球論壇上以華語致詞，稱他在前往會場途中得知李克強突然離世的消息，指「令人感到惋惜」。他表示李克強在任期間重視並推進新中兩國關係，在此向中國人民以及李先生的家人表達最深切的慰問[54]。
- 总理李显龙28日向中国国务院总理李强致唁函，代表新加坡政府对中国前总理李克强的逝世表达深切哀悼。李显龙表示，李克强生前鞠躬尽瘁为国家服务，“在他的领导下，中国克服了许多挑战，推动改革开放，取得了经济增长，显著改善了中国人民的生活。”[56]

### 日本
- 内阁官房长官松野博一27日上午在会见记者时说：“李克强前总理对日中关系发挥了重要作用，包括2018年5月举行日中韩领导人会议时对我国进行国事访问。惊闻故人逝世，谨此表示由衷的哀悼。”[57]同时，驻华大使馆在微博也发表了上述评论[58]。
- 内阁总理大臣岸田文雄和外务大臣上川阳子27日发出唁电，对李克强的去世表示不胜悲痛[59]。
- 民主党前党首小泽一郎在X发文，提起李克强曾在担任中国共青团中央第一书记时通过他创立的日中至诚基金访问日本、寄宿在他岩手县的老家的事，并表示：“这是中国的国家损失，就日中两国友好发展而言也不禁令人惋惜。衷心祈福。”[57][59]
- 11月2日李克强遗体火化当天，日本驻华大使馆下半旗致哀[60]。

### 
- 外交部表示，李克强作为韩国的好朋友，为韩中两国关系发展做出巨大贡献，韩方对此给予高度评价。愿逝者安息，并向其家属表示深切慰问[61]。

- 总理阿爾巴尼斯在X上就李克强过世发表正式声明称：「得知中华人民共和国国务院前总理李克强阁下逝世，我深感悲痛。在李总理任职期间，我们澳中两国的双边关系取得了重大进展，其中包括《澳中自由贸易协定》的签署。去年在东亚峰会的间隙，我曾与李总理会面，我们讨论了两国间联系的重要性，并表达了希望看到两国关系进一步发展的愿望。我谨代表澳大利亚政府和人民，向其家人以及中国人民致以深切慰问。」[62]
- 駐美國大使、前總理陸克文在X上表示自己中國前總理李克強的逝世深感悲痛，強調「李克強總理出身貧寒，來自安徽，中國最貧困的省份之一」[54]。
- 前總理腾博在X上發文表示：「得知李克強突然在上海英年早逝的消息，露西（其夫人）和我都感到非常悲痛。李克強曾擔任中華人民共和國總理長達十年之久，直至今年年初退休。我們曾多次會面，2017年他和夫人程虹教授訪問澳洲，紀念澳中建交45周年時，我們有幸接待了他們。我始終認為李總理是一位魅力十足、務實的合作對象，他不拘泥於官方的談話要點，而是坦率地、深思熟慮地探討當下的重要問題。」[54]

### 柬埔寨
- 首相洪馬內向中國國務院總理李強致唁電，對李克強的逝世表示哀悼。前首相洪森致函中國國家主席習近平，對李克強逝世表示最深切的哀悼。洪森指，李克強逝世是中國人民和黨的巨大損失，他是柬埔寨的好朋友，柬埔寨人民將永遠記得他為兩國和兩國人民之間的密切友誼做出的寶貴貢獻[54]。

### 古巴
- 古共中央第一书记兼国家主席迪亚斯-卡内尔在X上向中国共产党、政府和人民转达该国对李克强逝世的深切哀悼[63]。
- 古共中央国际关系部负责人洛萨达在X上向李克强家属转达哀悼[64]。

### 越南
- 10月30日，越共中央总书记阮富仲、国家主席武文赏、政府总理范明正、国会主席王廷惠向中共中央总书记兼中国国家主席习近平、中国国务院总理李强、全国人大常委会委员长赵乐际及李克强家属致唁电。唁电强调，李克强为促进越中两国友好合作关系发展，特别是深化新时期越中全面战略合作伙伴关系作出了重要贡献。越南共产党、国家和人民始终重视李克强为两党两国关系作出的贡献。外交部长裴青山亦在同日向中国外交部长王毅致唁电[65]。
- 11月1日，政府总理范明正率领高级代表团前往中国驻越南大使馆悼念，并在吊唁簿上留言[66]。

### 印度尼西亞
- 總統佐科在X上表示，得知李克強逝世的消息，他深感悲痛。他指對方為加強印尼與中國全面戰略夥伴關係所做的貢獻將永遠被人銘記。他向其家人以及中國人民致以深切慰問[54]。

### 马来西亚
- 马华公会总会长魏家祥表示：“中国国务院原任总理李克强于昨日撒手人寰，终年68岁。我谨此代表马来西亚华人公会表达深切哀悼，并向其家属与中国人民致以诚挚的慰问。”[67]
- 槟城前首席部长许子根表示，他对李克强的病逝“感到突然、震惊与伤心，毕竟李克强今年才退下来。”[68]
- 前马中商务理事会主席黄家定表示，已故中国前总理李克强在任期内，对马中关系作出巨大和具体的贡献，尤其是在经贸合作具体化上，对于李克强的突然离世，他感到震惊和悲痛[69]。

### 阿富汗
- 駐斯里蘭卡大使海达里在X上表示：「生命即是如此，在一瞬間就消殞！向已故中國總理李克強的家屬和親人、以及阿富汗的古老鄰國中國的政府和人民表示慰問。」[54]

### 巴基斯坦
- 總理卡卡尔透過巴基斯坦駐中國大使館發悼文：「獲悉中國前總理李克強不幸逝世，我深感悲痛和震驚。他是巴基斯坦的好朋友。我們對他2013年對巴基斯坦的訪問記憶猶新。」[54]
- 外長吉拉尼（英语：Jalil Abbas Jilani）也在X上發文稱：「對李克強總理逝世的消息感到悲痛。他是一位政治家，為加強巴中友誼做出了貢獻。我在任職外交大臣期間，安排他2013年5月到訪巴基斯坦。我向李克強總理、他的家人和中國人民表示慰問。」[54]

### 委內瑞拉
- 总统马杜罗在X上表示对李克强逝世的哀悼之情，称李克强帮助奠定委中两国双边关系的基础，并始终表现出与委内瑞拉团结一致的坚定立场[70]。

### 瑞士
- 驻华大使馆通过官方微博表示：“对中国前总理李克强逝世深表哀悼。瑞士是他履新总理后首访欧洲的第一站，在访问瑞士期间，见证了中瑞自贸协定的签订。我们向所有热爱与尊敬他的人予以安慰。”[71]

### 芬兰
- 驻华使领馆官方微博写道：“芬兰驻华大使馆对中华人民共和国国务院前总理李克强的突然逝世向中国人民表示哀悼。李克强总理曾与芬兰总统尼尼斯托在2013年访华期间就芬中关系进行友好交谈，为两国友谊做出积极贡献。”[72]

### 法國
- 驻华大使馆官方微博写道：“我们怀着悲痛的心情获悉，中国国务院原总理李克强逝世的消息。他为法中关系发挥了非常积极的作用。我们向其亲属表示最沉重的哀悼与支持。”[73]

### 加拿大
- 驻华大使馆官方微博写道：“加拿大驻华大使馆就中华人民共和国国务院原总理李克强的突然逝世向中国人民表示哀悼。李克强总理为促进加中两国交往发挥了积极作用，他对加中关系的贡献将被人们铭记。”[74]

### 德国
- 驻华大使馆官方微博写道：“我们对中国前总理李克强先生的逝世表示哀悼。李克强是德国重要的合作伙伴，对德中关系产生了积极的影响。2022年11月，他在北京会见了德国总理朔尔茨。他对德中关系发展的贡献将被人们铭记。”[75]

### 英国
- 驻华大使馆官方微博写道：“我们对中国前总理李克强的逝世表示哀悼。人们将铭记李克强为中国人民做出的贡献，以及他在加强英中双边关系上做出的贡献。李克强曾多次出访英国。2014年他曾在温莎城堡会见已故英国女王伊丽莎白二世。”[76]

### 墨西哥
- 驻华大使馆官方微博写道：“墨西哥驻华大使馆对中华人民共和国前总理李克强的不幸逝世表示深切哀悼，向他的家属和全中国人民致以诚挚慰问。”[77]

### 伊朗
- 驻华大使馆官方微博写道：“惊悉中国国务院原总理李克强逝世，我们向中国政府、中国人民以及李克强总理家属致以最深切的哀悼。今年2月，伊朗总统莱希访华时，李克强总理曾对莱希总统表示，中方高度重视发展中伊关系，愿同伊方坚持相互尊重、平等相待，推动中伊全面战略伙伴关系迈上新台阶，维护世界和平，促进共同发展，造福双方人民。斯人已逝，风范长存，我们将永远铭记李克强总理对伊中关系发展所作出的贡献。”[78]

### 以色列
- 驻华大使馆官方微博写道：“以色列驻华大使馆谨代表以色列政府对中华人民共和国前国务院总理李克强阁下的逝世表示深切哀悼，向逝者亲友致以诚挚慰问。 ”[79]

### 愛爾蘭
- 驻华大使馆官方微博写道：“爱尔兰驻华大使馆谨就中国前国务院总理李克强的逝世表示最深切的哀悼，并向他的家人致以最诚挚的慰问。值此之际，我们想起了李克强阁下曾于2015年5月到访过爱尔兰梅奥郡的一处农场。当时，他曾近距离了解爱尔兰高质量农业食品领域的第一手经验，探索爱中贸易合作发展的机会。愿他安息。 ”[80]

### 荷蘭
- 驻华大使昊使博表示：“在得知中国国务院原总理李克强逝世的不幸消息后，我们深感悲痛，荷兰驻华大使馆谨向李克强的亲属表示深切的哀悼。我们深深的记得与原总理李克强的多次友好交流，这对进一步加强荷中关系起着至关重要的作用。”[81]

### 丹麦
- 驻华大使馆通过官方微博表示：“对中国前总理李克强逝世的噩耗深感悲痛。前国务院总理李克强曾多次会见丹麦首相，为中丹合作做出了巨大的贡献。我们向李克强家属表示慰问和哀悼。”[82]

### 比利时
- 驻华大使馆官方微博写道：“对中国原总理李克强的逝世表示哀悼。李克强总理在担任国务院总理的十年中多次访问比利时，对推动两国的经济合作和友好团结做了重要的贡献。”[83]

### 挪威
- 驻华大使馆通过官方微博表示：“我们对中国前总理李克强的逝世深感悲痛。我们向他的亲属、朋友和同事表示最诚挚的慰问。” [84]

### 波蘭
- 驻华大使馆官方微博写道：“谨代表波兰政府对中华人民共和国前国务院总理李克强阁下的逝世表示深切哀悼。他将被世人永远怀念。”[85]

## 关于死因的評論

### 习近平排除异己论

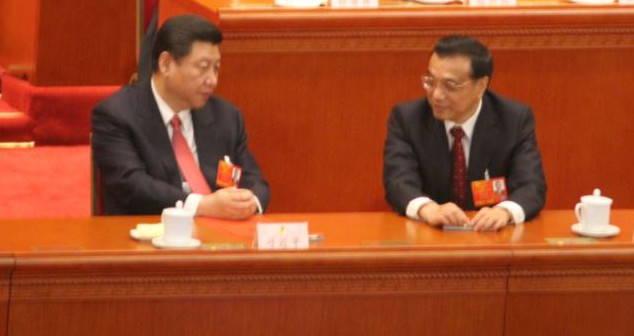
习近平和李克强

由于中共中央总书记习近平在当下被指控形成空前的个人独裁体制，借反贪腐运动大量清除异己，例如当年7月和10月时任外交部长秦刚遭解职以及时任国防部长李尚福上任半年多即被解职，加上习近平任内一直打压李克强所属的团派，例如在中共二十大后将当时年仅59岁的胡春华清除出中共中央政治局。同时身為自由派和改革派的李克强不支持习近平终结改革开放的倒退政策且權力被架空，所以有阴谋论观点认为其死因和习近平有关，或者是「被心臟病」死亡。民進黨立委王定宇認為李克強之死是習近平對團派的政治清洗，更將胡錦濤二十大離場事件與李克強驟逝聯想在一起。民運人士王丹在Facebook指出，李克強之死「正常死亡的可信度，小於非正常死亡的可信度」。《日經新聞》前中國分社社長中澤克二稱得到消息：「如果習近平因為意外事件不得不提前退休，那麼李克強就會接替他的位置」；習對李始終沒有放鬆警惕。新华社前广东分社社长、退休记者顾万明在网上发公开信要求调查死亡真相，于2024年11月被上海法院以寻衅滋事罪判处1年徒刑，并被新华社剥夺退休金。

### 其他
网上也有质疑李克強为什么是在上海中醫藥大學附屬曙光醫院搶救，根据一名中國心臟科醫師向《信傳媒》透露，「這間醫院在上海其實不是最頂尖的，整體醫療水準可能還不如中山醫院和瑞金醫院。」不過這名心臟科醫師表示，估計李克強當時是在曙光醫院附近，因此送到該醫院進行急救。但這名醫師也提到，「就距離來看，其實距離仁濟醫院也不遠，而仁濟醫院的醫療水準可能高於曙光醫院。」